# Almutasem Kasasbah
Almutasem Billah Abdalwahab Othman Kasasbah (ur. 2004) – jordański zapaśnik walczący w stylu klasycznym. 
Zajął dziewiąte miejsce na mistrzostwach Azji w 2025. Mistrz arabski w 2024 roku.